# Капонаго
Капона̀го (на италиански: Caponago, на западноломбардски: Capunàg, Капунаг) е градче и община в Северна Италия, провинция Монца и Брианца, регион Ломбардия. Разположено е на 158 m надморска височина. Населението на общината е 5199 души (към 2010 г.).
До 2009 г. общината е част от провинция Милано.